# Iglesia de San Pedro en la Selva Negra
El monasterio de San Pedro fue un monasterio benedictino en la Selva Negra. Fue disuelto como consecuencia de la secularización de los bienes eclesiásticos en 1806.

## Historia
Fue fundado en 1093 por el duque Berthold II de Zähringen como monasterio doméstico y sitio funerario. El pueblo St. Peter en la Selva Negra se desarrolló gradualmente alrededor del monasterio.

## Abades del monasterio
- 1093–1100 Adalbero
- 1100–1108 Hugo I
- 1108–1132 Eppo venerabilis
- 1132–1137 Gerward
- 1137–1154 Gozmann
- 1154–1183 Markward
- 1183–1191 Rudolf de Reutenhalden
- 1191–1220 Berthold I
- 1220–1255 Heinrich I
- 1255–1275 Arnold
- 1275–1291 Walther I
- 1291–1295 Eberhard
- 1295–1322 Gottfried de Lötschibach
- 1322–1349 Berthold II
- 1350–1353 Walther II
- 1353–1357 Johannes I de Immendingen
- 1357–1366 Peter I de Thannheim
- 1367–1380 Jakob I Stähelin
- 1380–1382 Hugo II
- 1382–1390 Heinrich II de Stein
- 1390–1392 Heinrich III Salati
- 1392 Johannes II de Stein
- 1392–1401 Erhard
- 1401–1402 Benedikt I de Thannheim
- 1402–1404 Johannes III
- 1404–1409 Johannes IV Kanzler
- 1409–1414 Heinrich IV de Oettlingen
- 1414–1427 Heinrich V de Hornberg

- Datos: Q720757
- Multimedia: Kloster St. Peter auf dem Schwarzwald / Q720757